# Sâncraiu (gmina)
Sâncraiu – gmina w Rumunii, w okręgu Kluż. Obejmuje miejscowości Alunișu, Brăișoru, Domoșu, Horlacea i Sâncraiu. W 2011 roku liczyła 1633 mieszkańców.